# Amalus scortillum
Amalus scortillum är en skalbaggsart som först beskrevs av Herbst 1795.  Amalus scortillum ingår i släktet Amalus, och familjen vivlar. Arten är reproducerande i Sverige.

## Bildgalleri

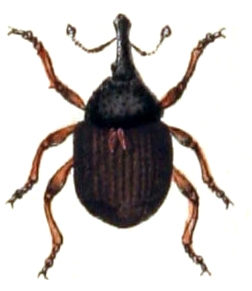